# Sherlock Holmes - Femeia în verde
Sherlock Holmes - Femeia în verde (în engleză The Woman in Green) este un film de mister din 1945 regizat de Roy William Neill după un scenariu de Bertram Millhauser, cu Basil Rathbone în rolul lui Sherlock Holmes și Nigel Bruce ca Dr. Watson, al 11-lea din cele paisprezece astfel de filme în care a fost implicată perechea de actori.

## Distribuție
- Basil Rathbone - Sherlock Holmes
- Nigel Bruce - Doctor Watson
- Hillary Brooke - Lydia Marlowe
- Henry Daniell - Professor Moriarty
- Paul Cavanagh - Sir George Fenwick
- Matthew Boulton - Inspector Gregson
- Eve Amber - Maude Fenwick
- Frederick Worlock - Doctor Onslow
- Tom Bryson - Corporal Williams
- Sally Shepherd - Crandon, Marlowe's maid
- Mary Gordon - Mrs. Hudson
- Percival Vivian - Dr. Simnell (nemenționat)
- Fred Aldrich - Detectiv (nemenționat)
- Leslie Denison - Vincent (nemenționat)
- Olaf Hytten - Norris (nemenționat)